# Новая Кембриджская история Средних веков
Новая Кембриджская история Средних веков (англ. The New Cambridge Medieval History) — крупное англоязычное справочное издание по истории, охватывающее период с 500 по 1500 годы. Вышло в издательстве Кембриджского университета в 1995—2005 годах. Оно заменило «Кембриджскую историю Средних веков», опубликованную в 1911—1936 годах.
На русском языке издание выходит с 2020 года в издательстве «Клио».

## Издание
В 1911—1936 годах в издательстве Кембриджского университета выходила «Кембриджская история Средних веков» в 8 томах. В конце XX века был начат выпуск новой серии, которая должна была заменить старую. Как отметила Розамонд Маккиттерик, главный редактор второго тома, вышедшего в 1995 году, 3-й том старого издания был омрачён Первой мировой войной, для нового издания нет препятствий, связанных с политической враждой, когда многие учёные были исключены из авторского коллектива из-за их национальности. Кроме того, в начале XX века в англоязычном мире было очень мало специалистов, способных написать главы для этих томов. В создании нового издания участвовали специалисты из университетов Кембриджа, Шеффилда, Саутгемптона, Ноттингема и Ливерпуля.
Издание первого тома существенно задержалось: хотя первые главы стали поступать от авторов в 1990 году, дальше работа застопорилась: сначала не могли найти авторов для двух глав, позже некоторые авторы не смогли принять участие в написании глав, пришлось искать им замену, двое авторов в процессе создания 1-го тома умерли (работу одного из них в итоге завершила жена). В итоге 1-й том вышел самым последним — 8 декабря 2005 года, а первым был опубликован 2-й том — 14 сентября 1995 года.
Три тома нового издания соответствуют временному периоду, изложенного во 2-м и 3-м томах старого издания. При этом в старой серии многие темы и регионы или не описывались, или включались в виде коротких разделов в другие главы. Кроме того, основное внимание там уделялось «созданию и поддержанию идеи имперского господства». В новом издании подход изменён, рассматривается взаимодействие между правителями и подданными, а также устройство власти и её влияние на культуру и общества Европы в целом. Кроме того, расширены рассматриваемые регионы.
Издание русского перевода The New Cambridge Medieval History c 2020 года осуществляет московское издательство «Клио». Редактор А. В. Вититинов. Для русскоязычного издания тома были разбиты на 2 части. По состоянию на февраль 2025 года вышли две части 1-го тома и две части 2-го тома.

## Вышедшие тома
| Том         | Англоязычное издание | Русскоязычное издание |
| ----------- | --- | --- |
| 1           | The New Cambridge Medieval History / Edited by Paul Fouracre. — Cambridge: Cambridge University Press, 2005. — Vol. I, c.500–c.700. — 1008 p. — ISBN 978-1-107-44906-0.                                  | Новая Кембриджская история Средних веков. 500—700 гг. / Под редакцией Пола Форакра. — М.: Издательство «Клио», 2020. — Т. 1. Часть 1. — 528 с. — ISBN 978-5-906518-40-8. Новая Кембриджская история Средних веков. 500—700 гг. / Под редакцией Пола Форакра. — М.: Издательство «Клио», 2022. — Т. 1. Часть 2. — 664 с. — ISBN 978-5-906518-47-7.                 |
| 2           | The New Cambridge Medieval History / Edited by Rosamond McKitterick. — Cambridge: Cambridge University Press, 1995. — Vol. II, c.700–c.900. — 1114 p. — ISBN 978-0-521-36292-4.                          | Новая Кембриджская история Средних веков. 700—900 гг. / Под редакцией Розамунд Маккиттерик. — М.: Издательство «Клио», 2023. — Т. 2. Часть 1. — 534 с. — ISBN 978-5-906518-52-1. Новая Кембриджская история Средних веков. 700—900 гг. / Под редакцией Розамунд Маккиттерик. — М.: Издательство «Клио», 2024. — Т. 2. Часть 2. — 697 с. — ISBN 978-5-906518-57-6. |
| 3           | The New Cambridge Medieval History / Edited by Timothy Reuter. — Cambridge: Cambridge University Press, 1999. — Vol. III, c.900–c.1024. — 891 p. — ISBN 978-0-521-36447-8.                               | |
| 4 (часть 1) | The New Cambridge Medieval History / Edited by David Luscombe, Jonathan Riley-Smith. — Cambridge: Cambridge University Press, 2004. — Vol. IV, c.1024–c.1198, Part 1. — 936 p. — ISBN 978-0-521-41410-4. | |
| 4 (часть 2) | The New Cambridge Medieval History / Edited by David Luscombe, Jonathan Riley-Smith. — Cambridge: Cambridge University Press, 2004. — Vol. IV, c.1024–c.1198, Part 2. — 980 p. — ISBN 978-0-521-41411-1. | |
| 5           | The New Cambridge Medieval History / Edited by David Abulafia. — Cambridge: Cambridge University Press, 1999. — Vol. V, c.1198–c.1300. — 1070 p. — ISBN 978-0-521-36289-4.                               | |
| 6           | The New Cambridge Medieval History / Edited by Michael Jones. — Cambridge: Cambridge University Press, 2000. — Vol. VI, c.1300–c.1415. — 1176 p. — ISBN 978-0-521-36290-0.                               | |
| 7           | The New Cambridge Medieval History / Edited by Christopher Allmand. — Cambridge: Cambridge University Press, 1998. — Vol. VII, c.1415–c.1500. — 1072 p. — ISBN 978-0-521-38296-0.                        | |